# Bobino
Pour les articles homonymes, voir Bobino (homonymie).
Bobino (du nom d'un clown et marionnettiste du XIXe siècle) est, jusqu'à sa destruction en 1985, une salle de spectacles à Paris. Elle était située au 20, rue de la Gaîté, dans le quartier du Montparnasse du 14e arrondissement de Paris. La  guinguette qui s'établit là en 1873 se transforme d’abord en un café-concert, puis devient un music-hall au lendemain de la Première Guerre mondiale. Le bâtiment moderne qui lui a succédé accueille par la suite également une salle de spectacle. Le nom du lieu est également écrit Bobin’o à partir de 2006.

## Histoire

### Théâtre du Luxembourg, dit Bobino (1816-1868)
Le théâtre du Luxembourg a été créé en 1816 au coin des rues Madame et de Fleurus, pour héberger la troupe foraine de l'amuseur paradiste Bobino. Le succès de ses spectacles, qui mélangeaient acrobaties, jongleries, arlequinades et pantomimes, a fait que les Parisiens appelaient la salle le théâtre de Bobino, et familièrement, Bobinche.
Après 1830, le théâtre se consacre à un répertoire de vaudevilles et mélodrames, et rassemble un public populaire où l'on trouve de nombreux étudiants de la Rive gauche.

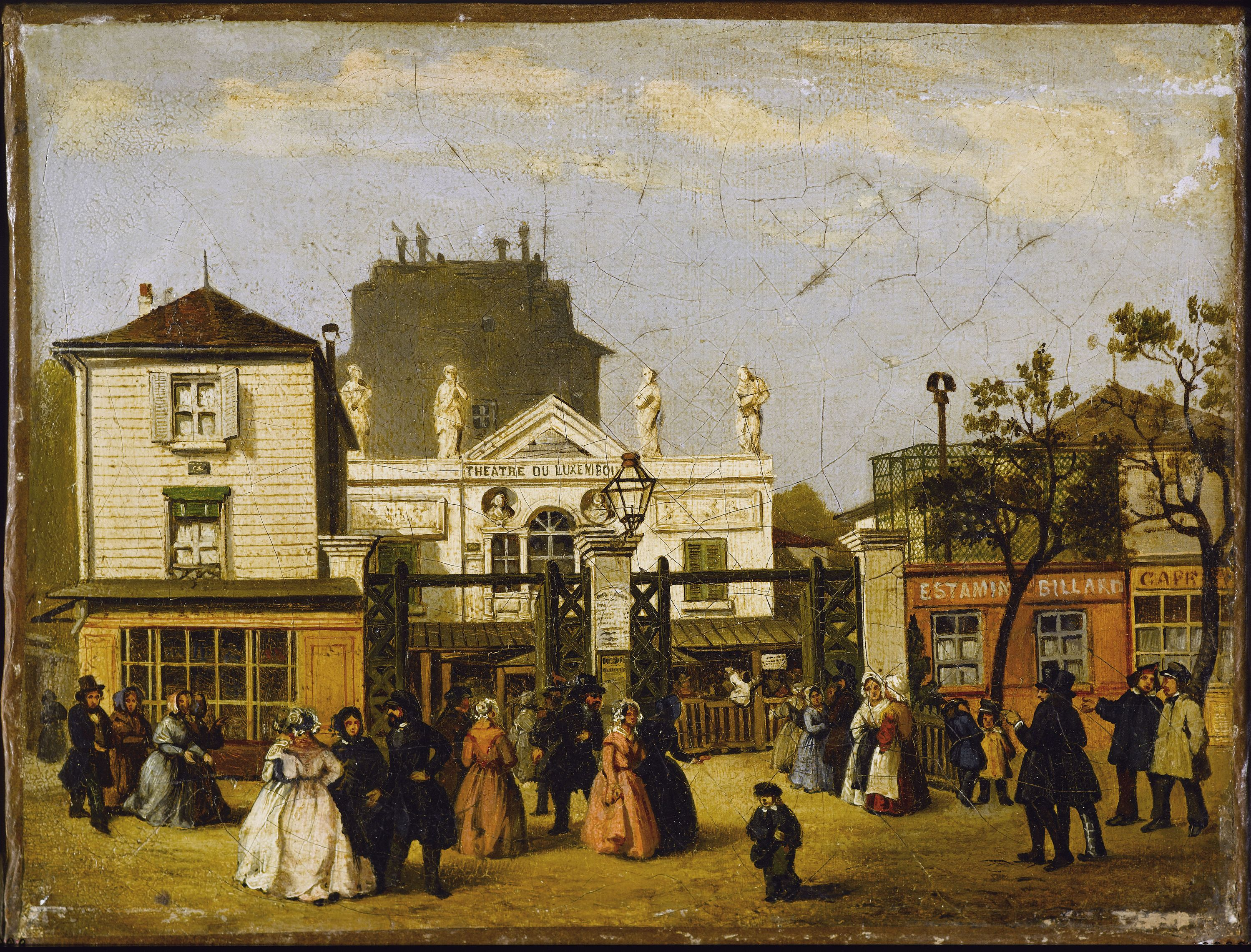
Le théâtre vers 1845 (musée Carnavalet).
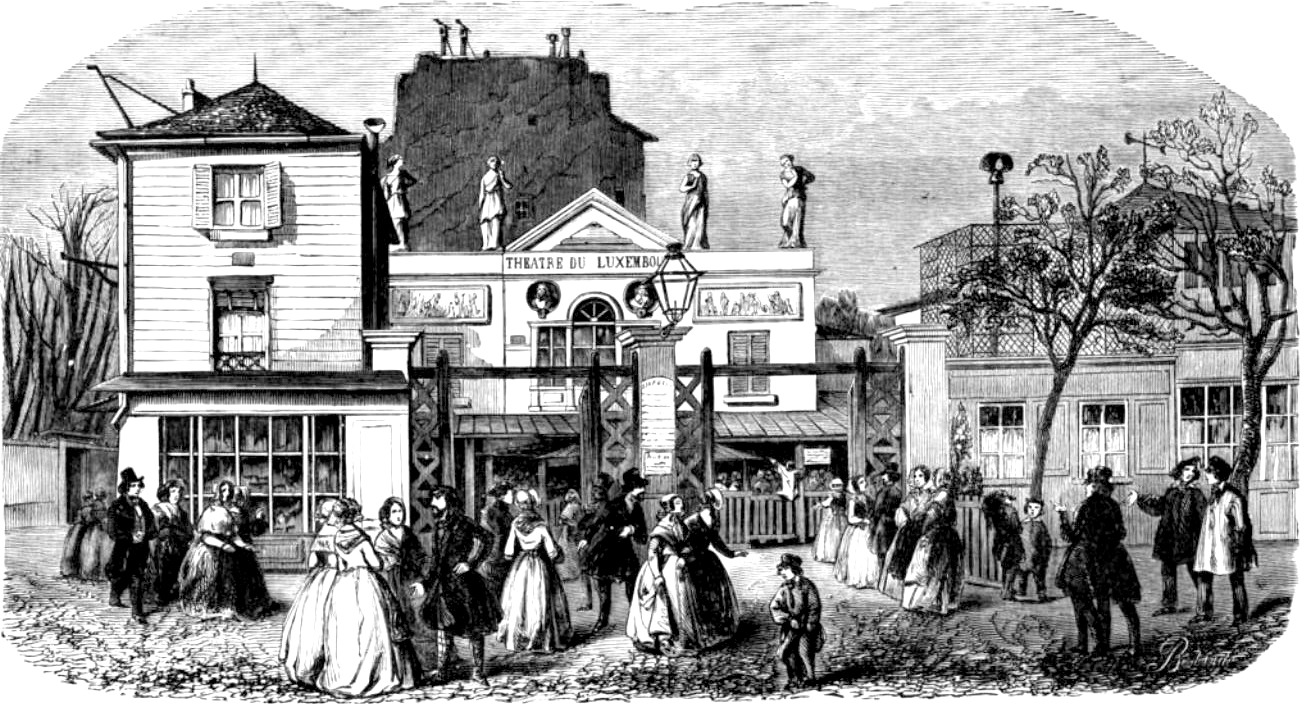
Le théâtre du Luxembourg au XIXe siècle.

En 1866, le théâtre du Luxembourg, dit Bobino, étant devenu vétuste, son directeur, Auguste Gaspari, et sa troupe déménagent au nouveau théâtre des Menus-Plaisirs sur le boulevard de Strasbourg. Le bâtiment est démoli début 1868 pour être remplacé par un immeuble (aujourd'hui, 61, rue Madame).

### Folies-Bobino (1873-1901)
En 1873, l’entrepreneur Fernand Strauss reprend le nom de Bobino, qui avait encore une grande notoriété, pour le modeste café-concert de 200 places qu'il ouvre le 24 décembre au 20, de la rue de la Gaîté, sous l'enseigne de théâtre des Folies-Bobino. Le public peut y voir des numéros divers, mais aussi des courtes pièces, comme Bobino vit encore ! en 1880, qui était une adaptation d'un des succès du théâtre du Luxembourg. Dans les années 1880, la salle connaît des obstacles administratifs, n'étant pas reconnue comme un réel théâtre. 
Ainsi, en 1887, la préfecture de police ordonne de démonter la scène et de ne garder qu'une estrade et un « décor unique et fixe adhérant au mur ».

### Bobino (1901-1984)
Le 17 janvier 1901, les Folies Bobino deviennent Bobino, quand la société des cinémas Pathé s'en porte acquéreur. L'imprésario Montpreux prend la direction de la salle en 1912 et oriente résolument la programmation vers la chanson et le music-hall.
Entre 1909 et 1912, lors de son exil en France, Lénine assista à plusieurs concerts et rencontra fréquemment le chansonnier français Montéhus à Bobino,.
La salle s'agrandit en 1918, mais ce n'est qu'après les travaux engagés par le directeur Paul Fournel en 1927 que Bobino devient une vraie belle salle de spectacles, un théâtre à l'italienne pouvant accueillir jusqu'à un millier de personnes (une jauge inférieure à celle de l'Olympia, faisant de ce théâtre un lieu jugé plus intime par de nombreux artistes). 
Dans les années 1930, Bobino devient la principale salle de la rive gauche consacrée à la chanson. Damia, Lucienne Boyer, Félix Mayol, Georgius entre autres s'y produisent. Édith Piaf y triomphe à la fin des années 1930, alors qu'elle est encore une (relative) nouvelle venue.
Félix Vitry et Bruno Coquatrix s'associent en 1958 pour racheter Bobino à la famille Castille, qui en est propriétaire depuis les années 1930 et souhaite se recentrer sur l'Européen, une autre salle en sa possession. Les deux directeurs décident de programmer des humoristes comme Raymond Devos et Fernand Raynaud mais aussi des artistes qui ne sont pas encore des vedettes. 
En 1960, Bruno Coquatrix, ne pouvant mener de front la gestion de deux salles, se retire pour se consacrer uniquement à l'Olympia. 
Félix Vitry transforme la salle et la rend plus confortable. Georges Brassens en fait sa salle de prédilection (il y passe une quinzaine de fois entre 1953 et 1976, jusqu'à y tenir résidence pendant cinq mois en 1976 !), de même que Léo Ferré (de 1958 à 1971), Barbara (de 1961 à 1975 ; elle y triomphe le 15 septembre 1965, triomphe qui sera à l’origine de Ma plus belle histoire d’amour, un de ses grands succès) ou encore Dalida en 1957, 1958 et 1965. Juliette Gréco, artiste emblématique de la rive gauche y passe de nombreuses fois : 1951, 1952, 1953, 1961, 1964, 1968, 1971 et 1972. C’est dans cette salle que Joséphine Baker fait sa dernière apparition sur scène, un spectacle qui est un succès, financé avec le soutien du couple princier de Monaco. 
Le lendemain de la quatorzième représentation, le 10 avril 1975, l’artiste est victime d'une attaque cérébrale à son domicile. Elle meurt le 12 avril. A ses obsèques le 15, le cortège funèbre passe devant Bobino dont l’enseigne porte encore son nom en grandes lettres. En signe de deuil, la salle ferme pendant huit jours.
Mais après avoir été un haut lieu du monde de la chanson pendant un demi-siècle sous l'enseigne « Bobino le théâtre de la chanson et du rire », la salle finit par fermer en 1984 du fait de ses difficultés financières. 
Bobino n'a pas eu la chance d'être classé au patrimoine culturel comme l'a été l'Olympia (en 1993). En 1985, l'immeuble est racheté et rasé par des promoteurs qui y installent un ensemble immobilier comprenant un hôtel de luxe et une salle faisant office de discothèque à partir de 1987. Nommée le Wiz, celle-ci sert aussi de lieu de tournage pour l’émission d'Antenne 2 Wiz qui peut.

### Studio Bobino (1991-2009)
En 1991, le lieu accueille de nouveau des spectacles sous le nom de Studio Bobino, sans vraiment renouer avec sa tradition musicale. Il se divise en différents espaces consacrés au théâtre, au spectacle, à l'enregistrement d'émissions télévisées (Les Grosses Têtes notamment). Philippe Bouvard en est le directeur et propriétaire jusqu'en 2006. Patrick Garachon est directeur artistique de 1995 à 1998 et programme plusieurs spectacles qui tiennent l'affiche plusieurs mois, avec notamment une rétrospective de l'histoire du music-hall, Il était une fois Bobino. Des humoristes tels que Yves Lecoq ou Anne Roumanoff y rencontrent le succès. 
En 2006, Gérard Louvin succède à Philippe Bouvard, renomme la salle Bobin’o et y propose des dîners-spectacles. Le cabaret-restaurant ferme ses portes en avril 2009, faute de succès.

### Bobino (depuis 2010)
Pendant l’été 2010, Bobino ferme ses portes quelques mois pour d’importants travaux de réaménagement entrepris par son nouveau directeur Jean-Marc Dumontet. 
Renommé cette fois Bobino, la salle de spectacles peut accueillir près de 900 spectateurs dans de confortables fauteuils de velours rouge. Bobino renoue avec son histoire : la programmation mêle one-man shows (Anthony Kavanagh, Chantal Ladesou, Alex Lutz), concerts (William Sheller, Patrick Bruel) et spectacles musicaux (The Voca People, Peter Pan, Avenue Q, Swinging Life…).

## Directeurs
- Montpreux (1912-?)
- Paul Fournel (?-?)
- Alcide (et Teddy) Castille (1934-1958)
- Félix Vitry (1958-1962)
- Pierre Guérin (1962-1964)
- Félix Vitry (1964-1971)
- Jean-Claude Dauzonne (1973-1984)
- Philippe Bouvard (1991-2006)
- Gérard Louvin (2006-2010)
- Jean-Marc Dumontet (depuis 2010)

## Artistes s'étant produits à Bobino

### Bobino historique
- Amália Rodrigues
- Marcel Amont
- Andrex
- Jean-Claude Annoux
- Michèle Arnaud
- Joséphine Baker
- Barbara
- Guy Bedos
- Henri Betti
- Lucienne Boyer
- Georges Brassens
- Coluche
- Les Compagnons de la chanson
- Dalida
- Damia
- Raymond Devos
- Yves Duteil
- Jean Ferrat
- Léo Ferré
- Fernandel
- Georgius
- Juliette Gréco
- Georges Guétary
- Marie Laforêt
- Maxime Le Forestier
- Serge Lama
- Thierry Le Luron
- Magma
- Félix Mayol
- Eddy Mitchell
- Mouloudji
- Georges Moustaki
- Claude Nougaro
- Herbert Pagani
- Pierre Perret
- Édith Piaf
- Fernand Raynaud
- Serge Reggiani
- Régine
- Renaud
- Tino Rossi
- Michel Sardou
- Catherine Sauvage
- Anne Sylvestre
- Anne Vanderlove
- Gilles Vigneault
- Jacques Villeret
- Rika Zarai
- Michel Muller (acteur)
- Ricet Barrier[6]

### Nouveau Bobino
- Pierre-Emmanuel Barré
- Dieudonné
- Michel Fugain
- Anthony Kavanagh
- Ke$ha
- Yves Lecoq
- Alex Lutz
- Alex Metayer
- Clara Morgane
- Noëlle Perna
- Anne Roumanoff
- Tom Villa
- Amy Winehouse

### Exemples de programmation

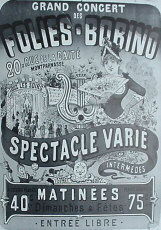
Affiche de Bobino.

Tous les dimanches depuis le 10 juin 2010, Bobino se transforme en temple protestant avec Hillsong church, membre de la Fédération protestante de France[réf. nécessaire] avec 2 cultes à 10 h et 12 h.
- Programme du 26 octobre 1967 : Pierre Perret - Georges Chelon - Anne Vanderlove - Les Haricots rouges - Gérard Gray - Jean-Pierre Denys - Saddri Dancers - Les Baladins.
- Programme du 13 décembre 1967 : Fernand Raynaud - Jacqueline Dulac - Michel Orso - Igoe et Anouchka - Les Gesi - Irène Berthier - Roger Comte - Armand Motta et son orchestre.
- Programme du 10 septembre 2016 : Ils débarquent … La Polynésie est à Paris. Le Heiva i Paris 2016 avec plus de 13 pays au générique.